# 施泰因馬克巴赫河

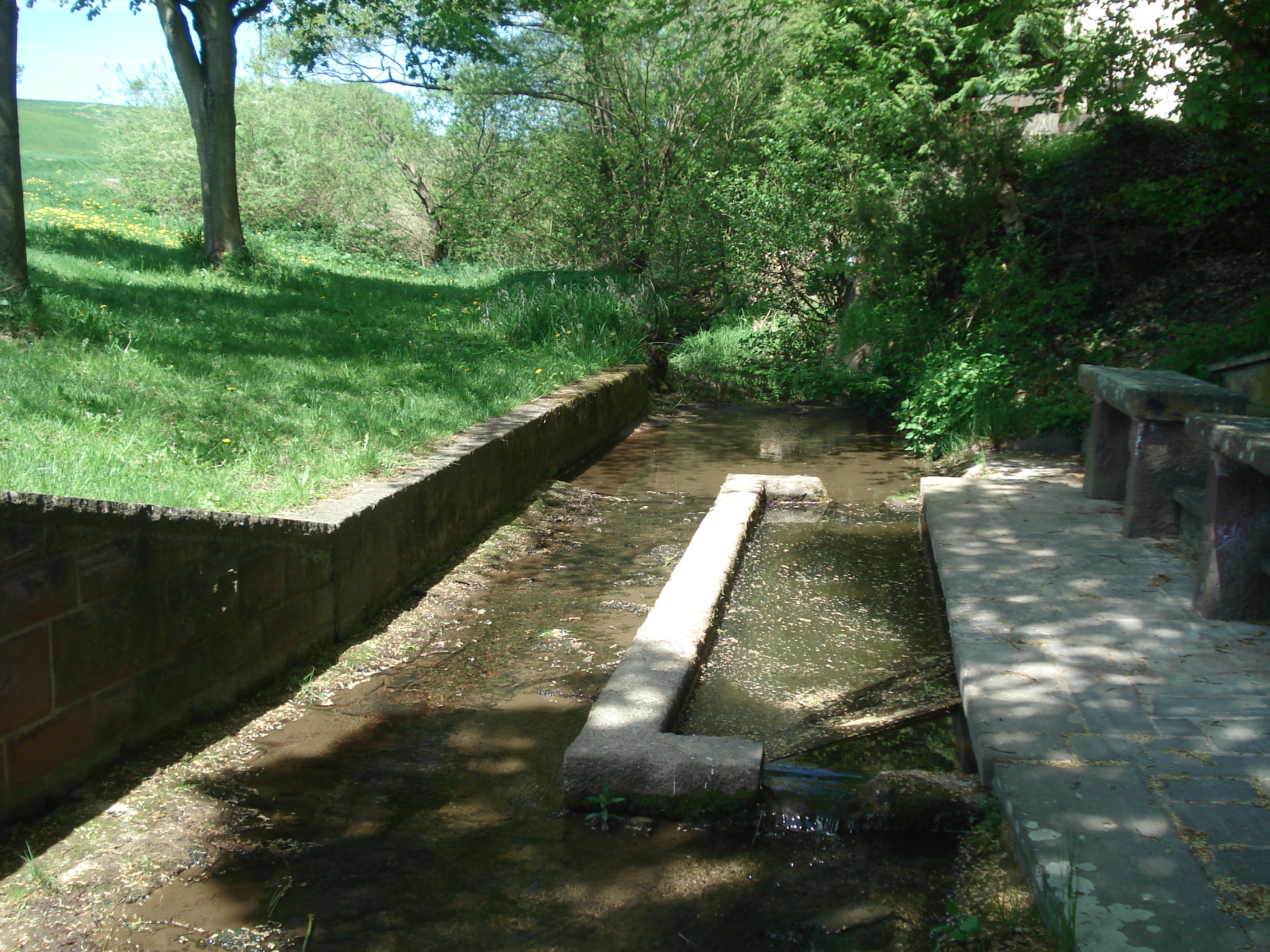

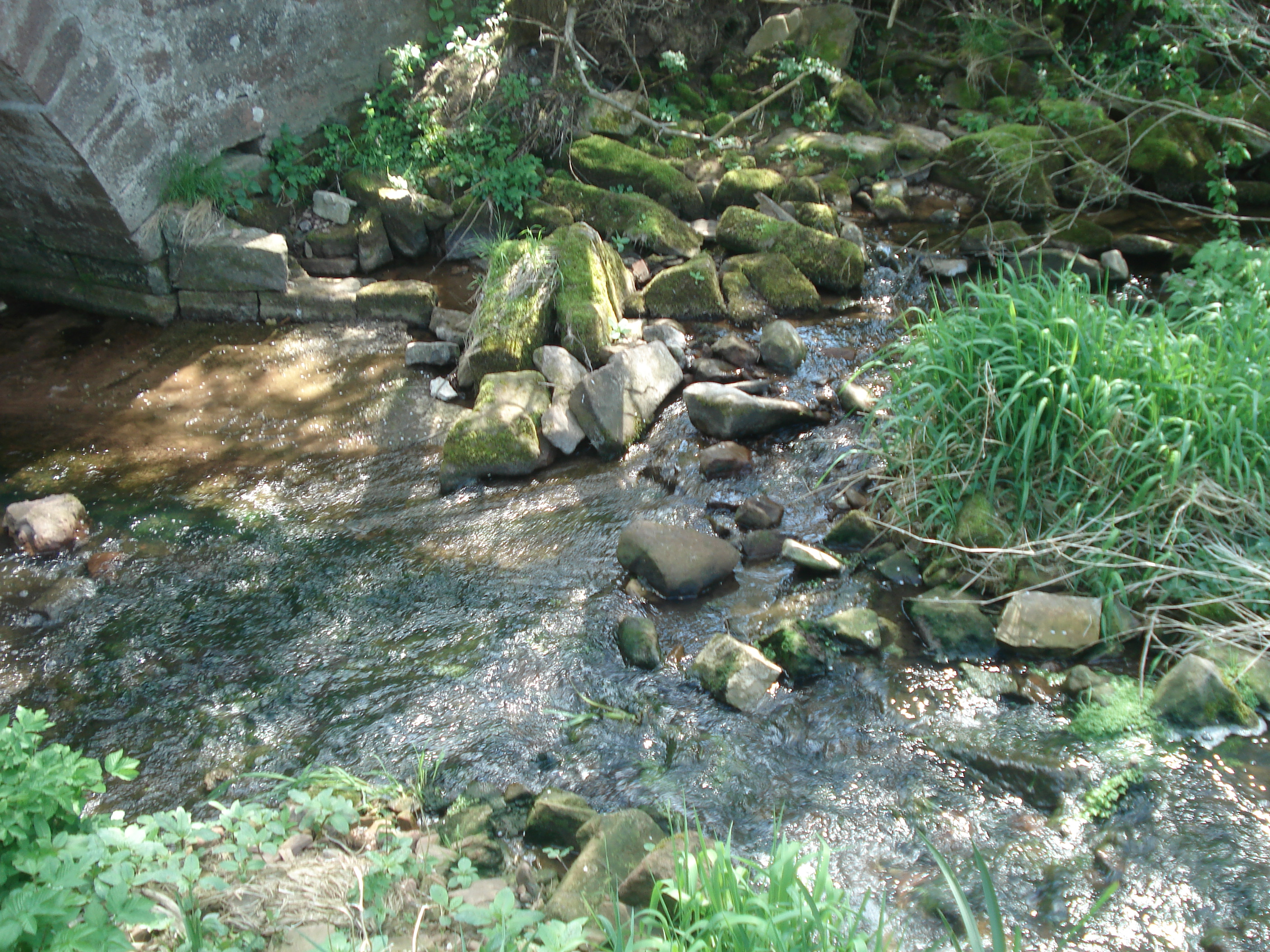

49°51′27.89″N 9°32′34.38″E / 49.8577472°N 9.5428833°E
施泰因馬克巴赫河（德語：Steinmarker Bach），是德國的河流，位於該國東南部，由巴伐利亞負責管轄，屬於瓦亨巴赫河的左支流，河道全長5.7公里，流域面積6.5平方公里。